# أ. دي هيرز
أ. دي هيرز (بالرومانية: A. de Herz)‏ هو مترجم وكاتب أغاني وكاتب مسرحي وشاعر روماني، ولد في 15 ديسمبر 1887 في بوخارست في رومانيا، وتوفي في 10 مارس 1936.